# Zexcs
Zexcs (ゼクシズ, Zekushizu) (estilizado como ZEXCS) é um estúdio japonês de animação situado em Koganei, Tóquio, no Japão. Foi fundado a 23 de janeiro de 1998 pelo antigo produtor da J.C.Staff, Tomoko Kawasaki, e tornou-se conhecido por várias produções como Mai-HiME, Sister Princess e Lady Jewelpet. Zexcs também é conhecido por seu trabalho de cooperação com o estúdio de animação Feel.

## Animes produzidos

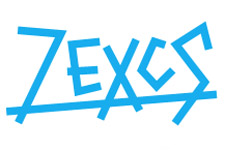
Logótipo do estúdio.

- Canvas 2: Niji Iro no Sketch[1]
- Happy World![2]
- Lady Jewelpet[3]